# كامورس قادين أفندي
كامورس قادين أفندي هي زوجة السلطان العثماني محمد الخامس العثماني. وُلدت في 5 مارس 1855 في شمال القوقاز، وتوفيت في 30 أبريل 1921 في إسطنبول.

## الأبناء
- محمد ضياء الدين  [لغات أخرى]‏